# آندری سازانوف
آندری سازانوف (انگلیسی: Andrey Sazanov؛ زادهٔ ۲۵ ژانویهٔ ۱۹۹۴) دوچرخه‌سوار اهل روسیه است.
وی در مسابقات کشوری و بین‌المللی در مجموع برندهٔ ۱ مدال نقره شده‌است.